# Ein Avdat
Ein Avdat (en hébreu : עין עבדת)  est un canyon situé dans le désert de Néguev en Israël, au sud du kibboutz Sde Boker. Des preuves archéologiques montrent qu'Ein Avdat était habitée par les Nabatéens et les moines catholiques. De nombreuses sources à l'ouverture sud du canyon se jettent dans des fosses profondes par une série de chutes d'eau. L'eau sort des couches de roche avec des plantes aimant le sel comme les peupliers et les arroches poussant à proximité.
Bizarrerie de la nature au milieu du désert, toute l'année, une source d'eau douce s'écoule par une cascade dans un abrut ravin de craie blanche, c'est pourquoi les grottes qui s'égrainent le long de son parcours sinueux furent habitées depuis des millénaires.

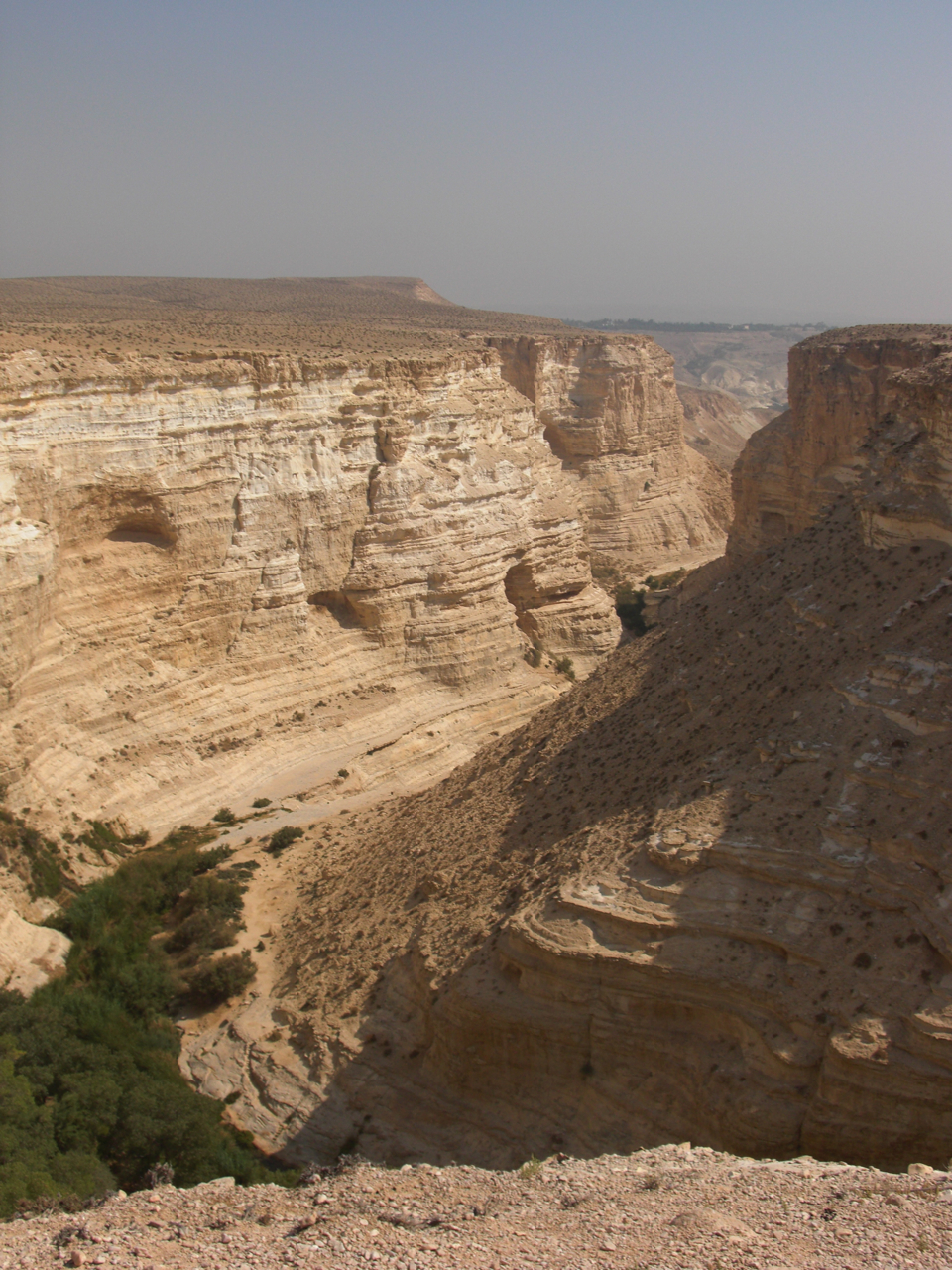
Ein Avdat.

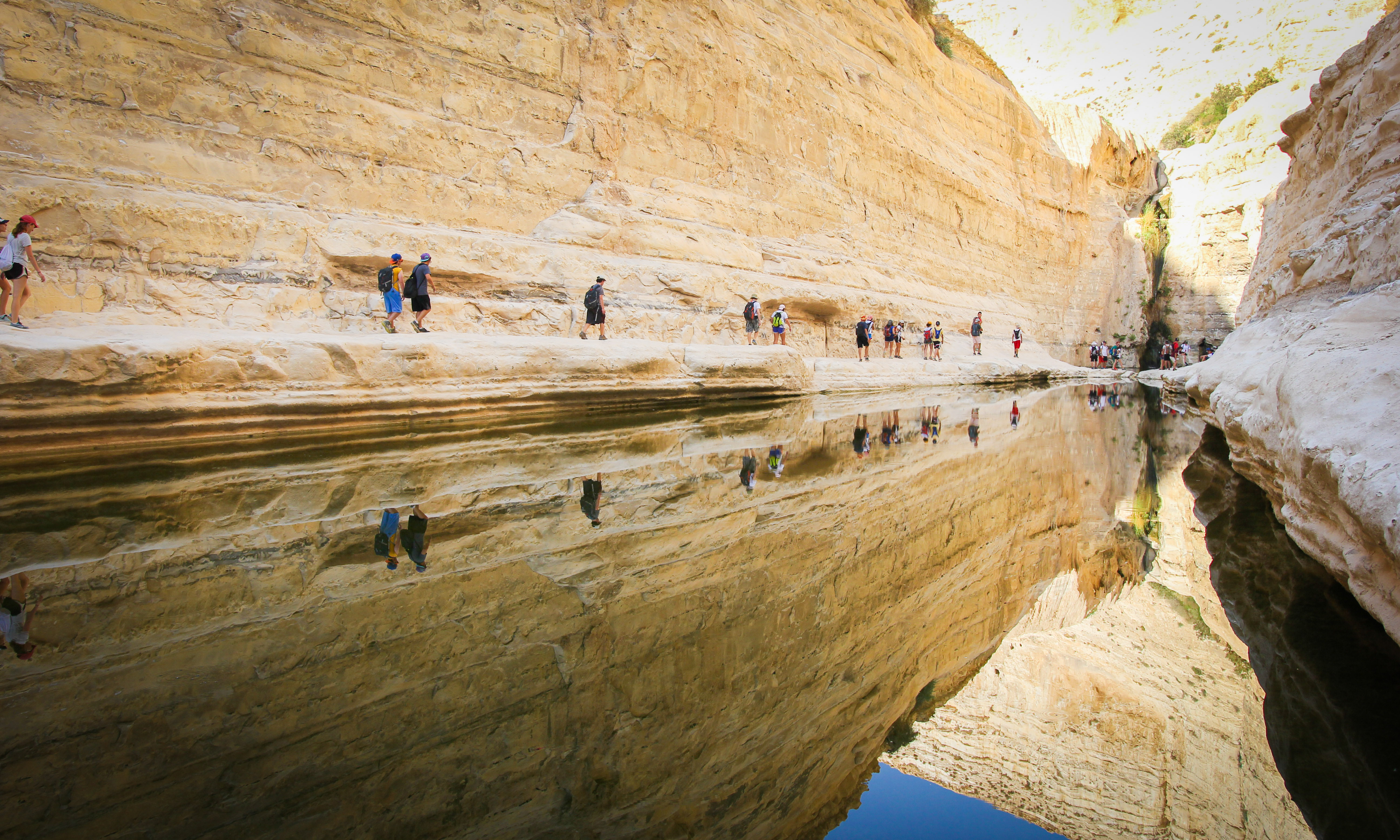